# 인드라 초크

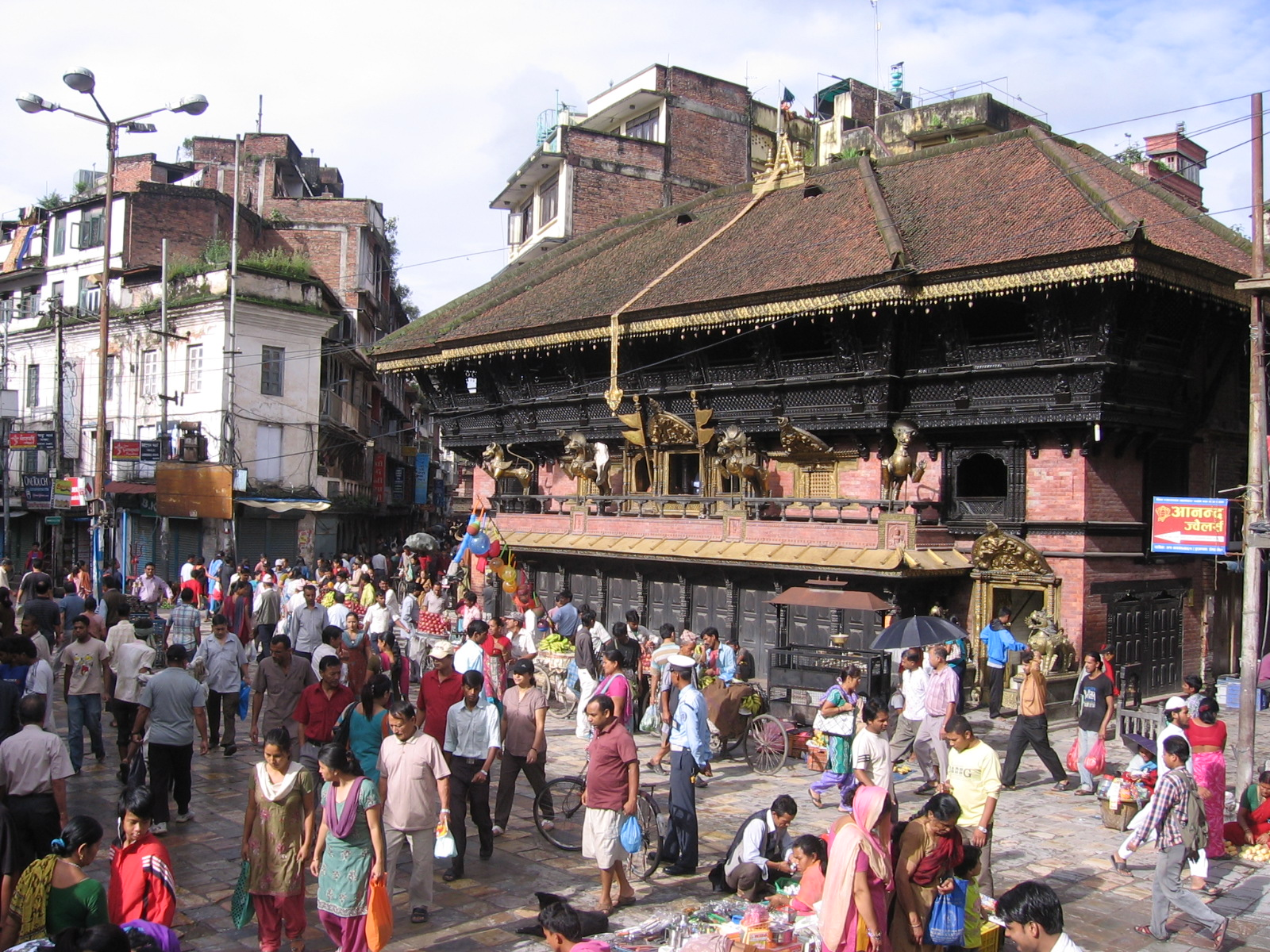
인드라 초크

인드라 초크(네와르어: वंघः, 네팔어: इन्द्र चोक)은 네팔 카트만두에 있는 광장이다.

## 개요
목조 건물이 늘어서 있으며, 1층은 잡화, 일용품, 모직물, 음식 등을 파는 가게들이 늘어서 있다. 마첸드라나트 사원에서 200m 거리에 있으며, 여러 사원도 많다.